# لاون التاسع

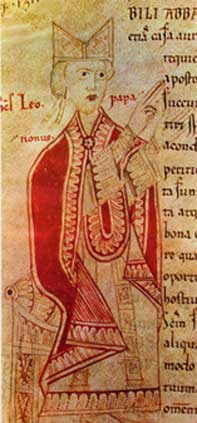
لاون التاسع

القديس لاون التاسع أو ليون التاسع أو ليو التاسع (21 يونيو، 1002 - 19 أبريل 1054)، انتخب للبابوية في 12 فبراير 1049 إلى وفاته. كان أرستقراطيًا ألمانيًا. تم تقديسه من قبل الكنيسة الكاثوليكية الرومانية، ويوم عيده في 19 أبريل. بينما تعتبره الكنيسة الكاثوليكية الأرثوذكسية زنديق وانشقاقي. من أهم أعماله إصدار مراسيم ضد بيع وشراء المناصب اللاهوتية وضد زواج الكهنة. وقد دعَّمت أعماله من مكانة البابوية وهيبتها.
- تول (فرنسا)